# Batalla de India Muerta (1845)
La batalla de India Muerta, librada el 27 de marzo de 1845 junto al arroyo de ese nombre en el actual departamento de Rocha, Uruguay, fue uno de los hechos de armas más significativos de la llamada Guerra Grande y tuvo como resultado el triunfo de los partidarios del presidente blanco Manuel Oribe y la derrota definitiva del caudillo colorado Fructuoso Rivera.

## Antecedentes
Desde su surgimiento los partidos tradicionales del Uruguay, nacionales o blancos y colorados aparecen vinculados respectivamente a las dos grandes fuerzas políticas argentinas de ese tiempo: federales y unitarios. Los ex lugartenientes de Artigas se unirían a estos bandos: Juan Antonio Lavalleja y Manuel Oribe serían aliados de Juan Manuel de Rosas y de los federales, y Fructuoso Rivera se uniría a Juan Lavalle y los unitarios. Cuando se enfrentaron estos dos grupos antagónicos apoyados por sus respectivos aliados, se produjo una cruenta guerra civil que duraría más de 12 años. El enfrentamiento se desencadenó con la destitución del presidente del Uruguay, Oribe de su mandato legal de la presidencia, y la usurpación del poder por Fructuoso Rivera. Al ser expulsado Oribe y sus partidarios del Uruguay en 1839, buscaron asilo en la Argentina. 
Una de las primeras medidas del gobierno de Rivera fue declarar la guerra a la Confederación Argentina.  Las tropas de la Confederación Argentina, luego de vencer a las tropas unitarias de Genaro Berón de Astrada en la batalla de Pago Largo (actual provincia de Corrientes) se centraron en tratar de eliminar la resistencia unitaria ubicada en el Uruguay. Los bandos se enfrentaron en la Batalla de Cagancha, en la cual las tropas federales y blancas comandadas por Pascual Echagüe fueron totalmente derrotadas por Fructuoso Rivera. Como resultado de la batalla, Rivera alejaba temporalmente el peligro de nuevas incursiones.
Las tropas de la Confederación Argentina se concentraron en eliminar las insurrecciones unitarias en territorio argentino. Derrotados finalmente los generales unitarios Lavalle, vencido por Oribe en Quebracho Herrado y Famaillá y muerto poco después en Jujuy, y Lamadrid, vencido por Pacheco en Rodeo del Medio y exiliado en Chile; y con el "Manco" Paz exiliado en Montevideo, Oribe y los federales argentinos se preparan para una nueva incursión en el Uruguay. Rivera, muy mal informado sobre las fuerzas de que disponía Oribe, se lanzó a la aventura de atacar a las tropas blancas y de la Confederación en la provincia de Entre Ríos. El choque entre Rivera y Oribe en la batalla de Arroyo Grande del 6 de diciembre de 1842 significó una derrota total para los ejércitos del primero y su repliegue total hacia la capital del país, Montevideo.

### Sucesos posteriores a Arroyo Grande
Luego de la batalla de Arroyo Grande, las tropas comandadas por el general Oribe atravesaron el río Uruguay, mientras que las tropas de Rivera huían hacia Montevideo sin ofrecer resistencia. Con casi la totalidad del país en su poder, Oribe puso sitio a Montevideo, estableciendo su sede de gobierno en el actual barrio del Cerrito de la Victoria, en ese entonces las afueras de Montevideo. El sitio habría de durar nueve años y es recordado por la historiografía uruguaya como “Sitio Grande”. Sólo el apoyo prestado por Inglaterra y Francia a los colorados evitó la caída de la ciudad.
Rivera, desprestigiado por su derrota y despreciado por los doctores (el grupo intelectual liberal apoyado por Francia e Inglaterra) de Montevideo, decidió emprender nuevamente la lucha en la campaña, ambiente en el cual se sentía más familiarizado y a gusto que dentro de las murallas de la ciudad. Si bien en esos nueve años de sitio las relaciones entre sitiados y sitiadores tuvieron sus altos y bajos, la realidad en la campaña era otra. Allí estaba el general Rivera, recorriendo la campaña y enfrentando a los sitiadores. A poco más de un año de haberse sitiado Montevideo –durante el invierno de 1844– Rivera le escribió a don Santiago Vázquez una carta relatando sus andanzas, desde las batallas hasta las intrigas.

Tenemos un Ejército con que hemos de combatir 20 años si necesario fuere para liberar nuestra Patria; es verdad que estamos muy pobres, nada tenemos sino patriotismo, pero nada ha de arredrarnos hasta ver libre a la República de los feroces y bárbaros invasores; si ella se pierde, porque esta sea la suerte que le esta deparada, con ella nos hemos de defender todos, y nuestros enemigos tendrán la gloria de contar nuestros cadáveres, pisar nuestras cenizas […] Señor Ministro y mi amigo… El Gobierno de Buenos Aires nos desafió a la guerra , la aceptamos gustosos y yo no que he debido ni puedo hacer más de lo que había de sustentarla y la sustentare a la par de todos mientras exista […] 

En aquellos momentos las fuerzas coloradas estaban divididas y aisladas. Disponían de más de 8000 hombres en Montevideo, pero estaban imposibilitados de salir de la urbe para auxiliar a los otros 6000 que tenía Rivera en el interior del país. Regionalmente, sus aliados correntinos habían quedado vencidos en Arroyo Grande y no volverían a recuperarse hasta varios años después; y los farrapos tuvieron que rendirse ante las tropas imperiales en febrero de 1845.

## La batalla

### Movimientos previos a la batalla
Rosas, decidido a destruir a Rivera, apoyó al general Oribe con un cuerpo expedicionario de 4000 entrerrianos al mando del general Justo José de Urquiza. Por su parte, Rivera envió al comandante Doroteo Pérez a Montevideo con la finalidad de pedir tropas de infantería para la batalla decisiva. Por otro lado, dejó acampando el grueso de su ejército en las costas del arroyo Alférez, mientras él, junto a 500 tiradores y 500 lanceros, fue rumbo a Minas para atraer a Urquiza a un terreno más apropiado a sus tropas para el combate, contando siempre con la infantería que llegaría de la capital. Para recibir dichos contingentes, se comisionó al general Medina y al coronel Olavarría, quienes acompañados por el capitán Gregorio Suárez, se dirigieron a la Isla de La Paloma, donde obtuvieron municiones e información: los franceses Neirac y Bihoul, dueños de una ballenera que provenía de Montevideo, les proveyeron de municiones y les informaron que el gobierno planificaba el envío de las tropas solicitadas. El jefe del Estado Mayor General, José Antonio Costa envió un parte a Rivera, manifestándole sus dudas acerca de la llegada a tiempo de los recursos solicitados al Gobierno de la Defensa.
Rivera, quien venía desde Arequita, regresó y quedaron el comandante Vega y Silveira con órdenes de cubrir la retirada y comunicar novedades. Las primeras informaciones sobre el enemigo no sorprendieron a Rivera: además de los 3000 hombres con que Urquiza venía marchando de día, avanzaba por la noche, distante siete leguas de su retaguardia, otra columna cerrada con flanqueadores cuyo número no se podía precisar. Eso demostró a Rivera que no se habían enviado los refuerzos solicitados a Montevideo, porque de lo contrario Urquiza, que tenía muy buena información, no hubiese comenzado su avance. Frente a esta situación, reunió a sus jefes de división para comunicarles la decisión de salir al encuentro de Urquiza, recibiendo apoyo unánime para dar batalla sin esperar más. En el acta firmada por todos los jefes presentes en esa oportunidad se consignó, entre otras cosas:

“Las circunstancias le ponen en el caso de volver a tomar la iniciativa sobre las fuerzas que sitian su Capital para buscar la incorporación de ambos ejércitos, […] Que se hace imprescindible la ocupación al efecto del Departamento de Maldonado, para la colocación del convoy de familias. […] Que una fuerza enemiga de 2000 hombres al mando del General invasor Urquiza, que sigue su marcha a retaguardia del Ejército con el objetivo, sin dudas de cruzar sus miras […] No solamente por los motivos expuestos por el General en Jefe, mas también para aprovechar el estado brillante de moral, disciplina y entusiasmo de todos los Cuerpos del Ejército”

Más allá del espíritu combativo de la tropa riverista, la realidad era que se hallaban casi sin armas, mal vestidos y cansados. La falta de armamento y la imposibilidad de recibirlo antes de la batalla motivó que muchos soldados, no teniendo otra cosa que cuchillos, facones y tijeras de tusar, se ocuparan de cortar varas de sauce para confeccionar lanzas con ellas.
El ejército de Rivera se puso en movimiento rumbo al arroyo de India Muerta. El 25 de marzo se recibió el último parte del comandante Vega: acababa de incorporarse al ejército de Urquiza la fuerza que marchaba a retaguardia, a las órdenes de los coroneles Francia y Basabilbaso, compuesta de infantería y varios cuerpos de caballería, con lo que en total sumaba 6000 hombres.

### Combate
A las 21:00 del 26 de marzo de 1845 se realizó una segunda junta de jefes, donde reiteraron su voluntad de dar batalla. Antes de aclarar el 27, cuando se mandó ensillar, corría entre las filas riveristas una proclama:

A formar, muchachos, que al que le toque macho este día que se haga delgao y a lo hecho pecho: sacrificarse por la Patria, que la vida no es para negocio.

Todas las divisiones pasaron parte sin novedad, procediéndose a formar en línea de batalla. Acorde a los accidentes del terreno, Rivera formó su línea en figura de martillo, quedando a su espalda el arroyo de India Muerta. La línea estaba compuesta por los siguientes cuerpos: el cuerpo derecho al mando de Luciano Blanco, el centro al mando del coronel Manuel Ferré como primer jefe y el coronel Juan Mendoza como segundo y el cuerpo izquierdo al mando del coronel Fortunato Silva y el coronel José María Luna.  
El dispositivo del general Urquiza se componía de tres alas y daba la espalda al arroyo Sarandí. El ala derecha al mando del coronel Manuel Urdinarrain, formada básicamente por efectivos de la 1.ª  División Entrerriana; el centro lo formaban la infantería y artillería al mando del mayor José María Francia; y el ala izquierda, al mando del coronel Miguel Galarza, estaba formada por escuadrones de orientales de la División Muñoz, y escuadrones entrerrianos de la 3.ª División Entrerriana. Finalmente, la reserva estaba al mando del teniente coronel Lucas Píriz, formando parte de esta el coronel Leonardo Olivera.
Al encontrarse frente a frente las dos líneas, el general Rivera ordenó esperar y dispuso que se prestase menos atención a la infantería enemiga, procurando no descuidar la caballería. La función del cuerpo central era concurrir con escuadrones a reforzar donde fuere necesario. A una señal se dispararon los 9 cartuchos de pieza calibre 4 sobre la infantería a cargo del coronel Francia, destrozando a 6 o 7 filas de Urquiza.
Como en un espejo, el cuerpo derecho del dispositivo del ejército de Rivera se estrechaba contra la izquierda del dispositivo de Urquiza. Este momento produjo serias bajas en las fuerzas riveristas por el fuego de la Infantería del coronel Basabilbaso, obligando al coronel Blanco a replegarse, apoyado por los Escuadrones del Centro, posibilitando volver a la carga.
Mientras tanto, el jefe de la derecha enemiga observó esta maniobra de apoyo al coronel Blanco, y cruzando rápidamente la vertiente que tenía adelante, cargó sobre el cuerpo izquierdo al mando del coronel Silva. El jefe del estado mayor general Rivera advirtió la maniobra e hizo alertar al coronel Silva que iba a ser tomado de flanco y ordenó que el coronel Bernardino Báez, reserva del cuerpo izquierdo, actuara en consecuencia. Algo inexplicable sucedió: el cuerpo izquierdo se había invertido. El coronel Silva debía estar a la cabeza del cuerpo y el coronel Luna en el extremo. Cuando se dio aviso de arremetida del cuerpo derecho de Urquiza, el dispositivo se movilizaba en forma confusa. Frente a la situación de desventaja para el ejército riverista, el coronel Luna y los comandantes Timoteo Domínguez e Isaurraga enviaron sus tiradores a doblegar a dos escuadrones de lanceros a tiro y sable.
El cuerpo izquierdo estaba prácticamente perdido. El general Rivera se debatía en el cuerpo derecho, donde estuvo a punto de perder la vida, lo que se evitó por la oportuna intervención de los coroneles Blanco, Aguilar, Centurión y otros. Como para acelerar su triunfo, el general Urquiza empleó su escolta y junto con las infanterías de Francia y Basabilbaso, se lanzaron al campo para decidir la victoria. El ejército de Rivera debió emprender la retirada cruzando el arroyo de India Muerta bajo una lluvia de boleadoras.

## Consecuencias
La batalla duró dos horas y quedaron en el campo 400 cadáveres y 500 prisioneros del Ejército de Rivera. Se dice que Urquiza hizo degollar a esos prisioneros e inclusive escribió un papel que hizo colgar de un mangrullo, con esta inscripción: El qué entierre uno de estos será degollado.
El general Rivera y su gente —6000 a 10000 personas— emigraron por el Paso de las Piedras del Yaguarón. Rivera pidió asilo en Brasil y se embarcó en un velero rumbo a San Sebastián de Río de Janeiro, donde fue arrestado por su presunta implicación y ayuda a la República Riograndense.
Tras la victoria los, federales y blancos se hicieron más fuertes que nunca antes. Oribe disponía en Uruguay de 10 000 argentinos y orientales mientras que Rosas disponía de 15 000 hombres, entre los que había 5000 infantes de línea en Buenos Aires como reserva, otro tanto de caballería (2000 guarneciendo la provincia de Santa Fe al mando del coronel Narciso del Valle y 3000 a orillas del Paraná a cargo del general Lucio Norberto Mansilla); sin embargo, la mayoría de estos últimos eran milicianos mal armados e indisciplinados. Por último hay que mencionar un número similar de reclutas recién entrenados.
Las tropas permanentemente activas de Rosas eran solamente dos mil jinetes y tres mil infantes, a los que hay que sumar un millar de inmigrantes gallegos. A esto se debe sumar el poco auxilio que podía esperar de las provincias del Interior, en especial de Córdoba, la más grande y cercana a la suya.